# Otter Lake
Otter Lake – wieś w Stanach Zjednoczonych, w stanie Michigan, w hrabstwie Genesee.